# 薩克塞斯 (密西西比州)
薩克塞斯（英語：Success）是位於美國密西西比州賈斯珀縣的鬼鎮。

## 地理
薩克塞斯所處的海拔為高於海平面119米（即390英呎），而該地所採用的時區為UTC-6，即北美中部時區（CST）。同時該地設有夏令時間，為UTC-6調快一小時，即UTC-5（CDT）。